# (4324) 1981 YA1
(4324) 1981 YA1 là một tiểu hành tinh vành đai chính. Nó được phát hiện bởi Laurence G. Taff ở Lincoln Laboratory's Experimental Test Site ngày 24 tháng 12 năm 1981.